# Paul Helot (fils)
Paul Helot, né le 2 juin 1901 à Rouen et mort le 7 août 1964 à Mont-Saint-Aignan, est un médecin français.

## Biographie
Arrière-petit-fils de Jules Helot, petit-fils de Paul Helot, et fils de René Helot, il a fait ses études de médecine à Rouen. Sa thèse fut soutenue à Paris en 1928. Il fut médecin oto-rhino-laryngologiste à Rouen. 
Il participa à de nombreuses sociétés culturelles et historiques rouennaises. 
- Membre du Conseil de l'Ordre des médecins en 1951, secrétaire en 1954.
- Membre fondateur et premier président de la Société des Amis des vieux moulins de France en 1928[1].
- Il fut maire-adjoint chargé des Beaux-arts en 1941, rédacteur d'un rapport : Urbanisme, hygiène, archéologie et charme des villes provinciales.
- Membre de l'Académie des sciences, belles-lettres et arts de Rouen en 1945.
- Président de la Société de médecine en 1949
- Président des Amis des Monuments Rouennais de 1950 à 1954.
- Président de la Société des Anciens élèves du lycée Corneille de Rouen de 1947 à 1949.
- Président de la Société d'histoire de la médecine en 1963.

Écrivain sous le pseudonyme de Henri Lerville Boubert, il a publié : Christine Arcel et le Trésor du Jupiter. 
Fit de nombreux articles et conférences dans les sociétés et revues culturelles rouennaises.
Il est domicilié 50 rue de la Rampe et son cabinet est 9 boulevard de la Marne.

## Publications
- Des médecins du temps de Molière aux médecins du temps futur : discours de réception du Dr Paul Hélot [à l'Académie des sciences, belles-lettres et arts de Rouen], 8 décembre 1945, Rouen, Albert Lainé, 1952, 16 p. (OCLC 459862450)
- « L'Hôtel Jubert de Brécourt », dans Églises, hôtels, vieilles maisons de Rouen, Société des amis des monuments rouennais, 1986, 518 p. (OCLC 758618632), p. 355-370

### Fiction
- Henri Lerville Boubert, Le Trésor du Jupiter, Rouen, Maugard, 1945, 143 p. (OCLC 459862466)
- Henri Lerville Boubert, Christine Arcel, Rouen, H. Defontaine, 1945, 256 p. (OCLC 459862446)

## Sources
- Archives familiales Helot
- Un Humaniste, Le Docteur Paul Helot 1901-1964, D. Morin, 1965, 195 p.